# Lents Town Center/Southeast Foster Road megállóhely
Lents Town Center/Southeast Foster Road megállóhely a Metropolitan Area Express zöld vonalának, valamint a TriMet autóbuszainak megállója az Oregon állambeli Portland Lents üzleti negyedében.
Az Interstate 205 és a Foster utca kereszteződésében elhelyezkedő megálló középperonos kialakítású, ahonnan elérhető a Portland délkeleti részét átszelő Springwater Corridor kerékpárút.

## Autóbuszok
- 10 – Harold St (►SW 6th & Madison)[1]
- 14 – Hawthorne (►6th & Madison)[2]
- 73 – 122nd Ave (►Parkrose/Sumner Transit Center)[3]

| Előző állomás                        |  | Metropolitan Area Express |  | Következő állomás                                        |
| ------------------------------------ |  | ------------------------- |  | -------------------------------------------------------- |
| SE Holgate Blvdtovább PSU South felé |  | Zöld vonal                |  | SE Flavel Sttovább Clackamas Town Center pályaudvar felé |

## Fordítás
- Ez a szócikk részben vagy egészben  a   Lents Town Center/Southeast Foster Road MAX Station című angol Wikipédia-szócikk ezen változatának fordításán alapul.  Az eredeti cikk szerkesztőit annak laptörténete sorolja fel. Ez a jelzés csupán a megfogalmazás eredetét és a szerzői jogokat jelzi, nem szolgál a cikkben szereplő információk forrásmegjelöléseként.